# José Julián Frontal
José Julián Frontal (1975 - ) es un barítono, actor y poeta español.

## Biografía
José Julián Frontal.Polifacético y reconocido artista por sus dotes interpretativas desarrolla una intensa carrera en los más importantes teatros de España, Europa, América y Asia. Cantante, actor, profesor y escritor. Consta con un gran repertorio de ópera, oratorio, música popular y concierto.Debuta en la ópera con el rol de “Malatesta” de la ópera Don Pasquale, G. Donizetti, con la orquesta de la comunidad de Madrid, dirigida por Antonio Ros Marbá y escena de Francisco López, en el Teatro de la Zarzuela de Madrid, en 1995.Rol que repetirá con la orquesta sinfónica de Madrid, dirigida por Giuliano Carella y escena de Grischa Asagaroff, junto a José Van Dam, en el teatro Real de Madrid, en 2004. Rol que repite con la Orquesta Sinfónica de Navarra, dirigida por Álvaro Albiach y escena de Tomás Muñoz, junto a Sonya Yoncheva, en el Palacio de Baluarte de Pamplona, en 2010. Años más tarde repetiría rol junto al barítono Juan Pons, en el festival de Pollensa, Mallorca en 2014. 
“Acchilla” de Giulio Cesare. G. F. Handel, con la orquesta música Aeterna de Bratislava, dirigida por Stephen Stubbs, escena de Emilio Sagi. En el teatro Arriaga de Bilbao, en el 2002. También el mismo rol en versión concierto, con la sinfónica de Málaga, dirigida por Eric Hull, en 2007. Rol que repetirá con la orquesta barroca de Sevilla, dirigida por Andreas Spering y escena de Herbert Wernicke, en el teatro de la Maestranza de Sevilla, en 2008. 
La tragédie de Carmen, adaptación de Jean-Claude Carrière y Peter Brook, sobre la obra de G. Bizet, Meilhac y Halévy, en el Teatro Calderón de Valladolid, Villamarta de Jerez y veranos de la villa de Madrid. 2015. 
Carmen. (Escamillo) G. Bizet:En el auditorio de Murcia y las ciudades francesas de Mérignac, Carcassonee, Fréjus-Saint-Raphaél. 
Debuta en el repertorio rossiniano con el “Tobia Mill” de la ópera La cambiale di Matrimonio, dirigido por Miquel Ortega i Pujol, versión concierto, en el auditorio nacional de música de Madrid, en 1995. 
Il barbiere di Siviglia, (Fígaro) Orquesta de Córdoba, dirigida por Juan de Udaeta, en el teatro Villamarta de Jerez, 1996. Y en el rol de “Don Bartolo” con la Orquesta Filarmónica de Medellín, dirigida por Andrés Orozco Estrada, en Medellín 2011 y con la orquesta de Las Palmas de Gran Canarias, dirigido por Ivan Ciampa. 
“Taddeo” de L'Italiana in Algeri, G. Rossini en:Palacio de la ópera de La coruña, en 2002. Sinfónica de Galicia, dirigido por Alberto Zedda y regía de Pier Luigi Pizzi, junto a Ewa Podles, Ildar Abdrazakov y Rocwell Blake. También en el teatro Nacional de Sao Carlos de Lisboa, dirección musical de Donato Renzetti y regia de Marinella Anaclerio, 2007 y en el Grand Théâtre de Luxembourg, dirigido por Hubert Soudant, escena de Toni Servillo, en 2008.“Dandini” de La Cenerentola, G. Rossini en:Teatro Real de Madrid, dirigido por Carlo Rizzi, dirección de escena de Jèrôme Savary, junto a Joyce di Donato, en 2001 y en el Teatro Villamarte de Jerez en 2009. 
“Poeta” de Il Turco in Italia, G. Rossini en:Siener Kammer Oper de Viena, dirigido por Walter Attanasi y Paul Weigold, escena de Marco Catena, junto a Vittorio Grigolo, en 1998. También con la orquesta sinfónica de Oviedo, dirigido por Alberto Zedda y escena de Pier-Luigi Pizzi, junto a Ángeles Blancas Gulín, Bruno Praticó e Ildar Abdrazakov, en 2002. 
También en el rol de “Don Geronio” de la misma ópera con la Tokio Philharmonic Orchestra, en Tokio dirigida por Maurizio Benini y escena de Pier Luigi Pizzi, junto a Mariella Devia, en 2003. En su papel de Don Geronio es reconocido por el público como mejor intérprete de la temporada. 
“Conte” de Il Secreto di Susanna, W. Ferrari.En el Teatro de la Maestranza de Sevilla, en 1999. También con la Orquesta sinfónica de Tenerife dirigida por Alexander Anissimov y escena de René Koering, en Santa Cruz de Tenerife, 2007. 
“Capullet” de Roméo et Juliette, C. F. Gounod, con la Tokio Philharmonic Orchestra, dirigida por Marco Boemi y escena de Nicolas Joël, en Tokio 2003. 
También el “Mercutio” de la misma ópera, con la orquesta sinfónica de Sevilla, dirigida por Michel Plasson y escena de Ivo Guerra, en el Teatro de la Maestranza de Sevilla, en 2006. 
“Lescaut” de Manon, J. Massenet, con la orquesta sinfónica de Bilbao, dirigada por Yves Abel, escena de Alain Garichot, junto con Ainhoa Arteta, en el Palacio Euskalduna de Bilbao, en 2006. 
“Belcore” de la ópera L'Elisir D'Amore, G. Donizetti.Con la orquesta sinfónica de Sevilla, dirigida por Paolo Arrivabeni y escena de Fabio Sparvoli, junto a Mariella Devia, en el teatro de la Maestranza de Sevilla, en 2003.También el mismo personaje de la misma ópera con la orquesta sinfónica de Galicia, dirigida por Víctor Pablo Pérez y escena de Mario Gas, en Palacio de la música, La Coruña, 2004.Repite el mismo rol, con la orquesta sinfónica de Castilla y León, dirigida por Giuseppe Meca y escena de Fabio Sparvoli, en el teatro Calderón de Valladolid, en 2004 y con la sinfónica de Gran Canarias, dirigida por Riccardo Frizza, en Las Palmas de Gran Canarias, 2005.Hace su debut en el Teatro Real de Madrid con el rol de “Ping” de Turandot, G. Puccini, con la orquesta sinfónica de Madrid, dirigida por Vladimir Jurowski y escena de Jeremy Sutcliffe, en 1997También con la orquesta sinfónica de Tenerife, dirigida por Lu Lia y escena de Giuseppe Frigeni, junto a Francesca Patané, en 2007. 
“Schaunard” de La Bohéme, G. Puccini con la orquestra nacional do Porto (Portugal) dirigido por Marc Tardue y escena de J. V. de Carvalho, en el Teatro Coliseu do Porto, en 2002 
“Marcello” de la misma ópera con la sinfónica de Madrid, dirigida por Silvio Varviso y escena de Giancarlo del Mónaco, en el Teatro Real de Madrid, en 1998, rol que repetirá también en el mismo escenario en 1999 dirigido por Arthur Fagen. 
También con el mismo rol en la Umbría Music Fest de Prague, en versión concierto con la Filharmonie Bohuslava Martinu dirigida por Walter Attanasi, en la Sala de conciertos Rudolfinum de Prague, en 2011. 
“Valentin” de Fausto. C. Gounod, con la orquesta sinfónica de Madrid, dirigida por Alain Guingal y descena de Götz Friedrich, en el Teatro Real de Madrid, 2003. Rol que repetirá con la orquesta sinfónica de Gran Canaria, dirigida por Pedro Halfter y escena de Giorgio Paganini, junto a Giuseppe Filianotti, Anna Chierichetti, Giacomo Prestia, en el teatro Cuyás de Las Palmas de Gran Canaria en 2003. 
“Clarín” de la ópera barroca de Juan de Hidalgo Celos aún del aire matan con la orquesta de La Grande Écurie et la chambre du Roy, dirigida por Jean-Claude Malgoire, escena de Pier Luigi Pizzi, junto a Philippe Jaroussky, en el Teatro Real de Madrid, 2001. 
Interpreta su primer rol Verdiano como “Belfiore” de la ópera Il Finto Stanislao con la orquesta sinfónica de Galicia, dirigida por Roberto Rizzi y escena de Pier Luigi-Pizzi, en el Palacio de la música de la Coruña, en 2001. 
“Ford” de la ópera Falstaff, G. Verdi, con la orquesta sinfónica de Córdoba, dirigida por Helena Herrera y escena de Estéfano Poda, en el teatro Villamarta de Jerez, en 2009. 
"Giacomo" de la ópera Giovanna D'Arco, G. Verdi. Orquesta sinfónica de Córdoba, Miquel Ortega, director. Gran Teatro de Córdoba. Versión Concierto. año 2000. 
“Amonasro” de Aida, G. Verdi. Orquesta clásica Sta. Cecilia, dirigida por Cristóbal Soler. Versión concierto. Auditorio nacional de música de Madrid, 2012. 
“Silvio” de I Pagliacci, con la orquesta Filarmónica de Santiago, dirigida por Rani Calderón y escena de Willy Landin, junto a Leo Nucci, en el Teatro Municipal de Santiago de Chile, 2003. 
“Fernando” de la ópera Don Chisciotte, de Manuel García, con la orquesta de cámara Galega, dirigida por Juan de Udaeta y escena de Gustavo Tambascio, en el Teatro de la Maestranza de Sevilla, en 2005. 
“Conte Almaviva” de Le nozze di Figaro, con la orquesta sinfónica de Washington, dirigida por Heinz Fricke y escena de José Luis Castro, junto a Anna Netrebko, en el Lincoln Center de Washington, 2001.Repite el mismo rol con la orquesta sinfónica de Porto, dirigido por Marc Tardue, en el Coliseo do Porto, 2001. 
Don Giovanni W. A. Mozart, como rol titular. Orquesta Fima, dirigida por Emilio Fenoy y escena de Curro Carreres. Almería, 2013. 
“Fernando” de la ópera de Juan Parera Fons, con la orquesta sinfónica de Madrid, dirigida por Víctor Pablo Pérez, escena de Paco Azorín, en el teatro de la Zarzuela de Madrid, 2016. Rol que repite con la orquesta sinfónica de Palma de Mallorca, dirigida por Cristóbal Soler, en el teatro principal de Palma, en 2017. 
“Juanillo el Gato Montés” de la ópera El Gato Montés, de Manuel Penella. Con la orquesta de la comunidad de Madrid, dirigida por Cristóbal Solér y Óliver Díaz. Escena de José Carlos Plaza, en el teatro de la Zarzuela de Madrid, en 2011. Rol que repetirá con la orquesta sinfónica de Castilla y León, en el Teatro Calderón de Valladolid. 
“Manuel” de la ópera La vida breve, de Manuel de Falla, con la Orchestra e coro del teatro La Fenice, dirigida por Josep Pons y escena de Herbert Wernicke, en el Teatro la Fenice de Venecia, en el año 2000. 
"Don Pedro de Vargas" de la ópera Pepita Jiménez, I. Albéniz. Orquesta sinfónica de Córdoba, director Miquel Ortega. Gran Teatro de Córdoba, año 2000. Versión concierto. 
“Don Quijote” de la ópera El retablo de Maese Pedro, Manuel de Falla, con la orquesta sinfónica de Radio-Televisión Española, dirigida por Adrian Leaper, en el auditorio de Valladolid. Rol que repetirá en el teatro Monumental de Madrid y Gran Teatro de Falla, en Cádiz, en 2005. 
“Goló” de Genoveva de Brabante, de E. Satie, al piano por José Mardón y escena de Teatre Practicable Bambalina, dirigido por Juanma Picazo, Jaume Policarpo. Auditorio fundación Botín de Santander, en 2014. 
“Ramiro” de la ópera L'Heure espagnole, con la orquesta sinfónica de Valencia, dirigida por Miguel Ángel Gómez Martínez en el palacio de la música de Valencia, en 2004.“Rey” de la ópera Jardín de Oriente, de Joaquín Turina, Orquesta sinfónica de Madrid, dirigida por Andrés Zarzo, versión concierto. Auditorio nacional de música de Madrid. 1999. 
“Ramón” de la ópera Adiós a la bohemia, de Pablo Sorozábal. Orquesta sinfónica de Madrid, dirigida por José Manuel Tife, en el auditorio nacional de música de Madrid y Teatro Victoria Eugenia de San Sebastián. 1997. 
En el repertorio de Oratorio y concierto:Stabat Mater. A. Dvorak. Auditorio nacional de música de Madrid. 2012. 
Carmina Burana, C. Orff. Con la Orquesta nacional do Porto (Portugal) dirigido por Marc Tardue, 2002 y en el Auditorio nacional de música de Madrid en 2011 con el Orfeón Donostiarra. 
“Requiem” de G. Fauré, Op. 48, “Coplas a la Stm. Virgen del Valle” de Vicente Gómez, “Plegaria a Ntro. Padre Jesús de la Pasión” de Joaquín Turina, “Jesús del gran Poder”-Poema religioso- de Manuel Font de Anta, con la orquesta sinfónica de Sevilla, dirigida por Luis Izquierdo, en el teatro de la Maestranza de Sevilla, en el año 2000. 
“María Egipziaca” Cantata de O. Respighi, Orquesta de Valencia, dirigida por Enrique García Asensio, Palacio de la Música de Valencia, en 2005. 
“Glosa” canta de Felip Pedrell y Stabat Mater de G. Rossini, con la Joven Orquesta Nacional de Catalunya, dirigida por Manel Valdivieso, Palacio de la música de Cataluña, en 2008. 
“L'Enfant prodigue” de C. Debussy, con la orquesta de Valencia, dirigida por Philippe Entremont. Palacio de la música de Valencia, en 2003. 
“El Mesías” de G. F. Handel. Orquesta de cámara Andrés Segovia, dirección de José A. Sainz Alfaro. Auditorio nacional de música de Madrid, 2014. 
Participa en el homenaje a Plácido Domingo, por su veinticinco aniversario de su debut en el teatro de la Zarzuela de Madrid, en 1995.Gala lírica, Junto al tenor Alfredo Kraus, Sinfónica de Gran Canaria en el Teatro Pérez Galdós. Las Palmas de Gran Canarias. 1996. 
Concierto de zarzuela en el Carnegie Hall de Nueva York
Stabat Mater de A. Dvorak, Orquesta de la universidad politécnica de Madrid, dirigida por Javier Corcuera, Teatro monumental de Madrid. 2012. Requiem de Faure, en el XIV Concierto homenaje a las víctimas del terrorismo, con la ORTVE, da por Miguel Ángel Gómez Martínez. 2016. Concierto que repite al año siguiente con “Un requiem Alemán” de J. Brahms, en el auditorio nacional de música de Madrid.Gala benéfica Hispano-Húngara, Orquesta de la ópera nacional de Hungría, director Carlos Domínguez y Kovács János. Teatro de la ópera de Budapest, en 1999. 
Maratón Verdi, en el teatro del Liceo, Barcelona. Año 2000.Concierto homenaje a Juan Pons, Teatro del Liceo de Barcelona, junto a Daniella Dessi, Dolora Zajick, Jaime Aragall, Fabio Armiliato, Josep Bros, Carlos Chausson, en 2014. 
Estreno mundial de “La sinfonía de la vida” de Ramón Criado, Orquesta de la JMJ, dirigida por Borja Quintas, Teatro Kursaal de San Sebastián y Auditorio nacional de música de Madrid y Budapest 2016-17. 
Gala del 150 aniversario del teatro de la zarzuela de Madrid, en el 2006. 
Concierto homenaje a Verdi, Orquesta sinfónica de Málaga, director Miquel Ortega. Teatro Cervantes de Málaga, 2013. 
Concierto II y III fiesta de la lírica, en el teatro de la zarzuela y teatro real de Madrid 2013-15. 
9.ª Sinfonía de Beethoven, orquesta Metropolitana de Lisboa, director Miguel Graça Moura. Lisboa 2001. 
Debuta en el género de la zarzuela con “Germán” de La del Soto del Parral, Soutullo y Vert, en el gran teatro de Córdoba, con tan sólo 24 años. En el año 1994.“Marqués” de El Juramento, J. Gaztambide, versión concierto, en el Ateneo de Madrid, 1995. 
“Lorenzo/D. Cleto” de Cádiz, Chueca y Valderde. Zarzuela en concierto. Orquesta sinfónica de Málaga, director Lorenzo Ramos, Teatro Cervantes de Málaga, 2010. 
“Joaquín” de La del Manojo de Rosas, P. Sorozábal. En Oviedo, Vigo, Santiago de Compostela, Madrid, Sevilla, en diferentes periodos de su carrera, debutando con la puesta de escena de Emilio Sagi, en el teatro de la zarzuela de Madrid. 
“Fernando” de la zarzuela Entre Sevilla y Triana,de P. Sorozábal. Dirección musical de Manuel Coves, Juan García. En Bilbao, Oviedo y Sevilla.“Pedro” de la zarzuela Katiuska, en el palacio Euskalduna, Bilbao 2015. 
“Gobernador” de la zarzuela de F. Caballero en el teatro de la zarzuela 2021, escena de Bárbara Lluc. 
Canta los roles principales de las zarzuelas del Maestro F. Alonso, en: Curro el de Lora, La parranda, La Calesera, La Tabernera del Puerto, en el teatro de la zarzuela de Madrid, Oviedo, Sevilla, entre otros. 
Premio Mejor voz del año 2014, en la III edición que otorga la asociación amigos de la lírica de Ferrol. 
Premiado en los concursos internacionales de canto de Logroño, Jaume Aragall, Alfredo Kraus y Jacinto Guerrero.Premio SGAE como mejor intérprete de música española en 1996Ha grabado para los sellos EMI, GRAMOPHON, RTVE: “Adiós a la bohemia” de Sorozábal, Sultán Omar de “Jardín de Oriente”. J. Turina, Leporello de “Il dissoluto punito” de R. Carnicer, Fernando “Don Quischiotte” de M. García, 
“La Gran Vía” y “El Bateo” de Chueca y Valverde, y “Curro el de Lora” de F. Alonso en el rol protagonista. 
Como docente forma parte como profesor de técnica de canto, repertorio, escena lírica, música de cámara, concertación y música escénica en MUSIKEX, Escuela Superior de Música de Extremadura en Plasencia. También a impartido clases magistrales en el Teatro Calderón de Madrid y festival de música en Villacarrillo (Jaén). 
Desde 2020, participa en el espectáculo The Opera Locos, de Yllana.
Estrena en España, el rol de “Álvaro” de la ópera de Daniel Catán Florencia en el Amazonas con la ópera de Tenerife en marzo de 2022. 
“Luisa Fernanda”, en Bogotá, en junio.“La tabernera del Puerto” en Cádiz y Jerez, “La Dolorosa”, en Las Palmas de Gran Canaria y en el 30 aniversario de los amigos de la Zarzuela de Gran Canaria en sept. y octubre.
En febrero de 2023 interpretará el rol de Goya en Pan y Toros de Barbieri en el teatro Campoamor de Oviedo dirigido por Juan Echanove.
Cantó el Conde Gil de “Il Segreto di Susanna” en la Maestranza de Sevilla, Santiago de Compostela y Auditorio de Tenerife; “La Bohème” y "Le nozze di Fígaro" en Oporto y Washington. “La Vida Breve” en La Fenice de Venecia; Ping de “Turandot” en la Ópera de Las Palmas, Tenerife y Teatro Real de Madrid.  "Acchiulla" de “Giulio Cesare” en el Teatro Arriaga de Bilbao y Maestranza de Sevilla; "El Poeta" de “Prima la musica e poi le parole” de Salieri, "Taddeo" de L’Italiana in Algeri y "Belfiore" de Un Giorno di Regno de Verdi. en el Festival Mozart de La Coruña; en 2003. "Conde Capulet" de "Romeo y Julieta" de Gounod, y "Geronio" de “Il Turco in Italia” en Tokio, siendo calificado por el público como el intérprete más destacado de la temporada, "Valentin" de "Faust" de Gounod en el festival de ópera de Las Palmas, papel que repitió en el Teatro Real de Madrid.
Otras interpretaciones de José Julián Frontal en el Teatro Real de Madrid fueron: Dandini de “La Cenerentola”, "Clarín" de "Celos aun del aire matan" de Hidalgo, "Malatesta" de "Don Pasquale". Ha interpretado "Silvio"   en “I Pagliacci” en Santiago de Chile; Belcore en “L’Elisir d’Amore” en el Teatro de la Maestranza, en el Teatro Calderón de Valladolid, en La Coruña y en el Festival de ópera de Canaria; “El Hijo Pródigo” en el Palau de la Música de Valencia. "Lescaut"  de “Manon” Massenet, en el Palacio Euskalduna de Bilbao. "Ford" de "Fasltaff" Verdi, "Dandini" "La Cenerentola" Rossini y "Figaro" "Il barbiere di Siviglia" Rossini, en Jerez de la Frontera. "Escamillo" de "Carmen" Bizet, en el auditorio de Murcia."Taddeo" de  “L’Italiana in Algeri” en el Teatro Sao Carlos de Lisboa y, en el Gran Teatro de Luxemburgo. "Mercutio" en “Roméo et Juliette” de Gounod, en el Teatro de la Maestranza de Sevilla, donde su actuación obtuvo una gran repercusión mediática
En su discografía destacan para la Deutsche Grammophon: “La Gran Vía” y “El Bateo” de los Maestros Chueca y Valverde; para el sello EMI: “Adiós a la Bohemia” de Sorozábal en el papel de Ramón, el "Fernando" de  “Don Chisciotte” de Manuel García, e “Il Dissoluto punito” de Ramón Carnicer como Leporello. Destaca la grabación para RTVE, en el papel principal del reestreno de la zarzuela del maestro Francisco Alonso Curro el de Lora, en CD y DVD, en el rol protagonista.
Ha intervenido como Miguel en “La Parranda” del Maestro Alonso, Rafael de "La Calesera", Juan de Eguía de "La Tabernera del puerto", Joaquín de "El Manojo de Rosas" en el Teatro de la Zarzuela de Madrid. "La del soto del parral" Soutullo y Vert, en el gran teatro de Córdoba y en el palacio de Euskalduna de Bilbao.
Sus últimas apariciones en los escenarios destaca el "Juanillo" de "El Gato Montés" de Penella, y “Joaquín” de La del Manojo de Rosas, de Sorozabal, en el teatro de la zarzuela de Madrid y el Maestranza sevillano, y el "Fernando" de "Entre Sevilla y Triana" de Sorozabal en el teatro Arriaga de Bilbao y el Maestranza de Sevilla, La tragèdie de Carmen G. Bizet, versión de Peter Brook con dirección escénica de la galardonada Pepa Gamboa, en el Calderón de Valladolid, Jerez y veranos de la villa de Madrid en 2015.
```
En diciembre de 2012 estrena el tríptico del maestro Javier Centeno “Canciones soñadas”  basado en el poemario “Aprendiz de poeta” de José Julián Frontal Martos.
```

En abril de 2016 debuta como Fernando en la ópera de Antoni Parera y Fons María Moliner en el teatro de la zarzuela de Madrid y La Sinfonía de la vida, de Carlos Criado en el Kursaal de San Sebastián.
En el repertorio de Oratorio y concierto:Stabat Mater. A. Dvorak. Auditorio nacional de música de Madrid. 2012. 
Carmina Burana, C. Orff. Con la Orquesta nacional do Porto (Portugal) dirigido por Marc Tardue, 2002 y en el Auditorio nacional de música de Madrid en 2011 con el Orfeón Donostiarra. 
“Requiem” de G. Fauré, Op. 48, “Coplas a la Stm. Virgen del Valle”de Vicente Gómez,“Plegaria a Ntro. Padre Jesús de la Pasión” de Joaquín Turina, “Jesús del gran Poder”-Poema religioso- de Manuel Font de Anta, con la orquesta sinfónica de Sevilla, dirigida por Luis Izquierdo, en el teatro de la Maestranza de Sevilla, en el año 2000. 
“María Egipziaca” Cantata de O. Respighi, Orquesta de Valencia, dirigida por Enrique García Asensio, Palacio de la Música de Valencia, en 2005. 
“Glosa” canta de Felip Pedrell y Stabat Mater de G. Rossini, con la Joven Orquesta Nacional de Catalunya, dirigida por Manel Valdivieso, Palacio de la música de Cataluña, en 2008. 
“L'Enfant prodigue” de C. Debussy, con la orquesta de Valencia, dirigida por Philippe Entremont. Palacio de la música de Valencia, en 2003. 
“El Mesías” de G. F. Handel. Orquesta de cámara Andrés Segovia, dirección de José A. Sainz Alfaro. Auditorio nacional de música de Madrid, 2014. 
Participa en el homenaje a Plácido Domingo, por su veinticinco aniversario de su debut en el teatro de la Zarzuela de Madrid, en 1995.Gala lírica, Junto al tenor Alfredo Kraus, Sinfónica de Gran Canaria en el Teatro Pérez Galdós. Las Palmas de Gran Canarias. 1996. 
Stabat Mater de A. Dvorak, Orquesta de la universidad politécnica de Madrid, dirigida por Javier Corcuera, Teatro monumental de Madrid. 2012. Requiem de Faure, en el XIV Concierto homenaje a las víctimas del terrorismo, con la 
ORTVE, da por Miguel Ángel Gómez Martínez. 2016. Concierto que repite al año siguiente con “Un requiem Alemán” de J. Brahms, en el auditorio nacional de música de Madrid.Gala benéfica Hispano-Húngara, Orquesta de la ópera nacional de Hungría, director Carlos Domínguez y Kovács János. Teatro de la ópera de Budapest, en 1999. 
Maratón Verdi, en el teatro del Liceo, Barcelona. Año 2000.Concierto homenaje a Juan Pons, Teatro del Liceo de Barcelona, junto a Daniella Dessi, Dolora Zajick, Jaime Aragall, Fabio Armiliato, Josep Bros, Carlos Chausson, en 2014. 
Estreno mundial de “La sinfonía de la vida” de Ramón Criado, Orquesta de la JMJ, dirigida por Borja Quintas, Teatro Kursaal de San Sebastián y Auditorio nacional de música de Madrid y Budapest 2016-17. 
Gala del 150 aniversario del teatro de la zarzuela de Madrid, en el 2006. 
Concierto homenaje a Verdi, Orquesta sinfónica de Málaga, directo Miquel Ortega. Teatro Cervantes de Málaga, 2013. 
Concierto II y III fiesta de la lírica, en el teatro de la zarzuela y teatro real de Madrid 2013-15. 
9a Sinfonía de Beethoven, orquesta Metropolitana de Lisboa, director Miguel Graça Moura. Lisboa 2001. 
Debuta en el género de la zarzuela con “Germán” de La del Soto de El Parral, Soutullo y Vert, en el gran teatro de Córdoba, con tan sólo 24 años. En el año 1994.“Marqués” de El Juramento, J. Gaztambide, versión concierto, en el Ateneo de Madrid, 1995. 
“Lorenzo/D. Cleto” de Cádiz, Chueca y Valderde. Zarzuela en concierto. Orquesta sinfónica de Málaga, director Lorenzo Ramos, Teatro Cervantes de Málaga, 2010. 
“Joaquín” de La del Manojo de Rosas, P. Sorozábal. En Oviedo, Vígo, Santiago de Compostela, Madrid, Sevilla, en diferentes periodos de su carrera, debutando con la puesta de escena de Emilio Sagi, en el teatro de la zarzuela de Madrid. 
“Fernando” de la zarzuela Entre Sevilla y Triana,de P. Sorozábal. Dirección musical de Manuel Coves, Juan García. En Bilbao, Oviedo y Sevilla.“Pedro” de la zarzuela Katiuska, en el palacio Euskalduna, Bilbao 2015. 
“Gobernador” de la zarzuela de F. Caballero en el teatro de la zarzuela 2021, escena de Bárbara Lluc. 
Canta los roles principales de las zarzuelas del Maestro F. Alonso, en: Curro el de Lora, La parranda, La Calesera, La Tabernera del Puerto, en el teatro de la zarzuela de Madrid, Oviedo, Sevilla, entre otros. 
Premio Mejor voz del año 2014, en la III edición que otorga la asociación amigos de la lírica de Ferrol. 
Premiado en los concursos internacionales de canto de Logroño, Jaume Aragall, Alfredo Kraus y Jacinto Guerrero.Premio SGAE como mejor intérprete de música española en 1996Ha grabado para los sellos EMI, GRAMOPHON, RTVE: “Adiós a la bohemia” de Sorozábal, Sultán Omar de “Jardín de Oriente”. J. Turina, Leporello de “Il dissoluto punito” de R. Carnicer, Fernando “Don Quischiotte” de M. García, 
“La Gran Vía” y “El Bateo” de Chueca y Valverde, y “Curro el de Lora” de F. Alonso en el rol protagonista. 
Como docente forma parte como profesor de técnica de canto, repertorio, escena lírica, música de cámara, concertación y música escénica en MUSIKEX, Escuela Superior de Música de Extremadura en Plasencia. También a impartido clases magistrales en el Teatro Calderón de Madrid y festival de música en Villacarrillo (Jaén). 
Desde 2020, participa en el espectáculo The Opera Locos, de Yllana.
Estrena en España, el rol de “Álvaro” de la ópera de Daniel Catán: Florencia en el Amazonas con la ópera de Tenerife en marzo de 2022. 
“Luisa Fernanda”, en Bogotá, en junio. “La tabernera del Puerto” en Cádiz y Jerez, “La Dolorosa”, en Las Palmas de Gran Canaria y en el 30 aniversario de los amigos de la Zarzuela de Gran Canaria en sept. y octubre.
En febrero de 2023 interpreta el rol De Goya en “Pan y Toros” de F. A. Barbieri/J. Picón en el teatro Campoamor de Oviedo dirigido por Juan Echanove.

## Repertorio
Frontal tiene un amplio repertorio. Ha realizado roles como el Conde de Las bodas de Fígaro o Belcore en L'elisir d'amore junto a papeles en Pagliacci, Turandot y óperas francesas como L´Heure Espagnole o Roméo et Juliette.
Ha participado en producciones del Teatro de la Zarzuela de Madrid como La del Manojo de Rosas o La Parranda. Ha cantado un concierto de zarzuela en el Carnegie Hall de Nueva York y ha realizado ópera española con creaciones en títulos como La vida breve de Manuel de Falla o Celos aún del aire matan de Juan de Hidalgo.

## Grabaciones
Entre sus grabaciones tienen títulos clásicos como La Gran Vía / El Bateo, ambas de Federico Chueca para DG o Adiós a la bohemia de Pablo Sorozábal con EMI. También recuperaciones, como Curro el de Lora de Francisco Alonso -recuperada en septiembre de 2007 para el sello RTVE- o Il dissoluto punito (también DVD) de Ramón Carnicer para Iberautor.